# РОК «Берсерк»
|                                       |                 |
| Основное                              |                 |
| Страна производства                   | Белоруссия      |
| Классификация                         | боевой робот    |
| Год разработки                        | 2018            |
| Оператор управления, чел              | 1               |
| Характеристики                        |                 |
| Боевая масса, кг                      | 2200            |
| Длина, м                              | 2,5             |
| Высота, м                             | 1,43            |
| Ширина, м                             | 1,4             |
| Скорость, км/ч                        | 6               |
| Запас хода, км                        | 30              |
| Время автономной работы, ч            | 24              |
| Удельное давление на грунт, кг/см²    | 0,37            |
| Вооружение                            |                 |
| Пулемёт                               | ГШГ-7,62        |
| Количество, шт.                       | 2               |
| Калибр оружия, мм                     | 7,62            |
| Боекомплект, патронов на пулемёт      | 1500            |
| Скорострельность, выстр./мин.         | от 300 до 12000 |
| Дальность стрельбы, м                 | 1000            |
| Системы наведения на цель             |                 |
| Прицел                                | ОЭС «Чиж»       |
| Количество каналов                    | 4               |
| Дальность обнаружения цели, км        | до 10           |
| Система спутникового позиционирования | GPS/ГЛОНАСС     |

РОК «Берсерк» — роботизированный огневой комплекс, разработан в Белоруссии в 2018 году.
Боевая машина оснащена спаренными четырёхствольными скорострельными авиационными пулемётами ГШГ-7,62 и предназначена для уничтожения малоразмерных беспилотных летательных аппаратов и живой силы противника.

## История
Впервые широкой публике «Берсерк» был представлен на параде войск Минского гарнизона 3 июля 2019 года к Дню Независимости Республики Беларусь. Демонстрировался боевой робот и в ходе 9-й Международной выставки вооружения и военной техники MILEX-2019, которая прошла в Минске.,
9 мая 2020 года роботизированный огневой комплекс был продемонстрирован на параде в Минске в честь 75-летия Победы в Великой Отечественной войне.

## Шасси
Разрабатывая шасси для «Берсерка», белорусские конструкторы остановились на гусеничном варианте. Причина в том, что машина должна быть устойчивой при стрельбе, потому как у пулемётов ГШГ-7,62 достаточно сильная отдача. Сама конструкция шасси была принята в соотношении 1:3 (высота к ширине). Именно этот вариант, вместе с низким центром тяжести обеспечивал максимальную устойчивость при стрельбе. Помимо того, благодаря развязанным передачам, как у основного танка Т-90, боевой робот может вращать гусеницы в разных направлениях и фактически разворачиваться на месте. Машина обладает низким удельным давлением на грунт и поэтому обладает высокой проходимостью.
По своей компоновке подвижная платформа состоит из гусеничного шасси, системы электроснабжения, модуля обзорного телевизионного, модуля ориентации, позиционирования и управления.

Шасси оснащено гибридной силовой установкой — электрогенераторами и обычным бензиновым двигателем, который преимущественно используется для подзарядки аккумуляторов. Такая компоновка позволяет боевой машине не только бесшумно работать, но и за счёт низкого теплоотделения аккумуляторных батарей делает «Берсерк» практически невидимым для тепловизоров.
На шасси смонтированы шесть блоков (по три с каждой стороны), дымовых гранат система 902 «Туча».

## Вооружение
Поворотная боевая платформа «Берсерка» оснащена спаренными четырёхствольными авиационными пулемётами ГШГ-7,62. Оружие разработано АО Конструкторское бюро приборостроения имени А. Г. Шипунова и обладает высокой скорострельностью — до 6000 выстрелов в минуту. Эффективная дальность стрельбы составляет около 600 метров, а максимальная — до 1000 метров.
Благодаря замене системы вращения стволов с газовой на электрическую, пулемёты «Берсерка» способны обеспечить темп стрельбы от 400 до 6000 выстрелов в минуту. В оружии используется патрон 7,62×54R.

## Управление
С целью реализации концепции информатизации оружия, где каждая единица техники или боец — это информационный узел в автоматизированной системе управления, боевой робот интегрирован в АСУ «Альянс».
Например, установили интеллектуальный прицел на оружие или надели на солдата кардиометр и систему жизненных показателей, значит, получили ещё один источник информации. Как результат — командир не только видит обстановку на поле боя в режиме реального времени, но и знает о состоянии того или иного бойца. И вот РОК «Берсерк» как раз гибко и интегрирован в уже существующую среду. Все его элементы основаны именно на связи, на передаче телеметрии и других данных.
Боевой робот имеет помехозащищённый радиопередатчик, как для сигналов телеметрии, так и для передачи видеосигнала высокой чёткости. Радиус устойчивого управления РОК «Берсерк» составляет — в городе около двух километров, а на открытой местности — более пяти километров. При необходимости радиус боевого управления значительно увеличивается при помощи ретранслятора, установленного на мультикоптер.

## Система наведения
На «Берсерке» установлена четырёхканальная с широким и узким полями зрения оптико-электронная станция «Чиж» белорусской разработки. При помощи видео- и тепловизионного каналов с широким полем зрения обеспечивается поиск цели, а с узким зрением — обеспечивается захват и сопровождение обнаруженного объекта.
Дальность обнаружения цели, типа вертолёт составляет около десяти километров, а малоразмерного беспилотника самолётного или вертолётного типов — до двух километров.
Тепловизионный модуль имеет разрешение матрицы 640×480 пикселей, телевизионный модуль — 1600×1200 пикселей, телевизионный (обзорный) модуль — 2330×1750 пикселей.

## Испытания
Стрельбовые и ходовые испытания роботизированного комплекса проводились в октябре — декабре 2018 года на двух белорусских полигонах — под Борисовом и на Доманово. Роботизированному комплексу предстояло обнаружить, идентифицировать и уничтожить малоразмерный беспилотник. Помимо того, «Берсерк» тестировался и как средство огневой поддержки для специальных подразделений.
В 2018 году РОК «Берсерк» продемонстрировали президенту Белоруссии Александру Лукашенко в рамках показа перспективных образцов техники и вооружения белорусского военно-промышленного комплекса.
«Это высочайшая точность. Этот робот — хорошая техника. Мы их будем производить, совершенствовать и ставить на вооружение. И за границей спрос на них уже есть», — подчеркнул президент.